# All Summer Long
| 전문가 평가                   | 전문가 평가 |
| 평가 점수                     | 평가 점수   |
| 출처                          | 점수        |
| ----------------------------- | ----------- |
| AllMusic                      | [ 3 ]       |
| Blender                       | [ 4 ]       |
| Encyclopedia of Popular Music | [ 5 ]       |
| MusicHound                    | 3.5/5       |
| The Rolling Stone Album Guide | [ 7 ]       |
| Sputnikmusic                  | 4.5/5       |

《All Summer Long》은 미국의 록 밴드 비치 보이스의 여섯 번째 스튜디오 음반으로, 1964년 7월 13일, 캐피틀 레코드를 통해 발매되었다. 이 음반은 밴드의 첫 번째로 예술적으로 통일된 곡 모음으로 여겨지며, 초기의 진정한 콘셉트 음반 중 하나로 평가받는다. 또한 비치 보이스의 음반 중 처음으로 자동차나 서핑을 주제로 하지 않은 작품이기도 하다. 대신, 수록곡들은 반자전적인 내용으로 구성되어 있으며, 전형적인 남부 캘리포니아 십대의 경험을 다루고 있다. 이러한 주제는 타이틀곡 〈All Summer Long〉과, 젊은 여성들과 해변에서 어울리는 밴드 멤버들의 모습을 현대적인 콜라주 스타일로 담아낸 앞면 커버를 통해 잘 드러난다.
이 음반은 1964년 4월부터 5월 사이, 비틀마니아와 브리티시 인베이전이 절정에 달했던 시기에 녹음되었다. 브라이언 윌슨이 프로듀싱과 대부분의 작곡을 맡았으며, 이전 음반 《Shut Down Volume 2》의 실망스러운 결과를 만회하고 밴드의 레퍼토리와 사운드의 수준을 끌어올리기 위한 의도로 제작되었다. 또한 이 음반은 비틀즈에 대한 응답으로도 기획되었으며, 그 결과 당시까지 발표된 비치 보이스 음반 중 가장 복잡한 편곡과 정제된 보컬 퍼포먼스를 담고 있다. 수록곡에는 〈Wendy〉, 〈Drive-In〉, 〈Don't Back Down〉, 그리고 1959년 미스틱스의 히트곡 〈Hushabye〉의 리메이크가 포함되어 있다.
음반 시대의 시작을 알리며, 《All Summer Long》은 미국에서 49주 동안 차트에 머무르며 최고 4위에 올랐고, 밴드의 첫 번째 미국 1위 히트곡인 〈I Get Around〉이라는 싱글을 배출했다. 이로써 당시 영국 아티스트들이 장악하고 있던 시장에서 밴드의 지속 가능성이 확립되었다. 음반을 홍보하기 위해, 밴드는 여름 동안 약 70회의 공연을 포함한 첫 장기 투어에 나섰다. 혼델스가 부른 〈Little Honda〉는 톱 10 히트곡이 되었고, 〈Girls on the Beach〉는 이후 1965년 동명의 영화 주제가로 사용되었다. 영국에서는 《All Summer Long》이 1965년 6월에 발매되었지만 차트에는 오르지 못했다. 그 무렵 이 음반은 미국 음반 산업 협회로부터 골드 인증을 받았으며, 이는 50만 장의 판매를 의미한다.
윌슨은 이후 《All Summer Long》을 밴드를 위한 "전환점"이자, 필 스펙터와 비틀즈에 대항할 수 있는 자신의 첫 번째 음반으로 언급했다. 이 음반 이후로, 비치 보이스는 자동차나 서핑에 관한 노래를 거의 녹음하지 않았지만, 그럼에도 불구하고 그러한 주제만을 노래하는 그룹이라는 고정관념은 계속되었다. 한편, 《The Beach Boys Today!》 (1965년), 《Pet Sounds》 (1966년)와 같은 음반을 통해 그들의 음악적 정교함은 계속 발전해 나갔다.

## 배경
1964년 초, 비치 보이스는 다섯 번째 음반 《Shut Down Volume 2》를 완성하고, 1월 13일부터 2월 2일까지 이어진 첫 오스트레일리아 및 뉴질랜드 투어에 나섰다. 이 투어는 큰 성공을 거두었지만, 지나치게 간섭하고 녹음 세션에서 방해가 되었던 매니저 머리 윌슨의 해고로 이어졌다. 이와 동시에 밴드는 새로운 라이벌 그룹, 비틀즈를 의식하게 되었다. 비틀즈의 〈I Want to Hold Your Hand〉는 2월 1일, 미국 차트 1위에 올랐으며, 비치 보이스의 최신 싱글 〈Fun, Fun, Fun〉은 5위에 머무른 채, 비틀즈가 차트 상위 세 자리를 모두 차지한 상태였다. 4위는 당시까지 비치 보이스의 가장 큰 라이벌이었던 포 시즌스가 차지하고 있었다.
2월 7일까지, 비틀즈가 뉴욕에 도착하면서 브리티시 인베이전은 공식적으로 시작되었다. 마이크 러브는 당시를 회상하며 "우리 비치 보이스 모두가 적잖이 흔들렸지만, 그중에서도 가장 큰 충격을 받은 사람은 브라이언 윌슨이었습니다. 그는 자신이 팝 음악계에서 떠오르는 리더로 자리 잡고 있다고 느끼던 찰나에 비틀즈를 도전자로 받아들였습니다."라고 말했다. 윌슨은 1966년 한 인터뷰에서 "우리가 훌륭하다는 것은 알고 있었지만, 비틀즈가 등장하고 나서야 비로소 본격적으로 움직여야겠다는 것을 깨달았습니다. 사람들이 비틀즈에게 열광하는 모습을 보고는 '우와!' 하는 느낌이 들었습니다. 믿기지 않았습니다. 정말 엄청나게 충격을 받았습니다."고 밝혔다. 그의 1991년 회고록 《Wouldn't It Be Nice》에서는 자신이 "우리가 마치 록 스타라기보다는 골프 캐디처럼 보이는 듯한, 촌스러워진 기분이 들었다"고 밝히며, 《Shut Down Volume 2》를 폐기할까 고민하기도 했다고 적고 있다. 그는 이 문제를 러브와 상의했고, 결국 대중 이미지 측면에서 비틀즈와 경쟁하는 것은 의미가 없다는 결론에 도달했다. 대신 두 사람은 녹음실에서의 완성도 경쟁에 집중하기로 방향을 정했다.
비치 보이스와 비틀즈가 모두 소속되어 있던 캐피틀 레코드는 다음 달, 《Shut Down Volume 2》를 급히 발매하며 대응했다. 이 음반은 비치 보이스의 두 번째 음반인 《Surfin' U.S.A.》 (1963년) 이후 처음으로 톱 10에 진입하지 못한 LP가 되었다. 게다가 음반사는 마케팅 자원의 대부분을 비틀즈에게 배정하기 시작했다. 밴드 홍보 담당이었던 프레드 베일은 이렇게 회상했다. "비치 보이스는 2년 동안 최고의 존재였지만, 이제 사람들은 비틀즈가 미래라고 생각했어요. 그리고 캐피틀에서는 충성심이 오래가지 않았습니다. 이제 더는 머리와 비치 보이스에게 잘해줄 필요가 없었고, 실제로 그렇게 하지도 않았습니다." 그 사이 윌슨은 계속 프리랜서로 활동하며 다른 아티스트들을 위해 여러 싱글을 작곡하고 프로듀싱했지만, 그중 어떤 곡도 히트하지는 못했다.

## 곡 목록
모든 곡들은 특별한 언급이 없는 한 브라이언 윌슨과 마이크 러브에 의해 작사/작곡하였다.
| #  | 제목                  | 작사·작곡            | 리드 보컬                  | 재생 시간 |
| -- | --------------------- | -------------------- | -------------------------- | --------- |
| 1. | 〈I Get Around〉      |                      | 마이크 러브, 브라이언 윌슨 | 2:14      |
| 2. | 〈All Summer Long〉   |                      | 러브, 그룹                 | 2:08      |
| 3. | 〈Hushabye〉          | 독 포머스, 모트 슈먼 | B. 윌슨, 러브              | 2:41      |
| 4. | 〈Little Honda〉      |                      | 러브                       | 1:52      |
| 5. | 〈We'll Run Away〉    | B. 윌슨, 게리 어셔   | B. 윌슨                    | 2:02      |
| 6. | 〈Carl's Big Chance〉 | B. 윌슨, 칼 윌슨     | 기악                       | 2:03      |

| #  | 제목                                | 작사·작곡                                    | 리드 보컬            | 재생 시간 |
| -- | ----------------------------------- | -------------------------------------------- | -------------------- | --------- |
| 1. | 〈Wendy〉                           |                                              | 러브, 그룹           | 2:21      |
| 2. | 〈Do You Remember?〉                |                                              | 러브, B. 윌슨        | 1:40      |
| 3. | 〈Girls on the Beach〉              |                                              | B. 윌슨, 데니스 윌슨 | 2:28      |
| 4. | 〈Drive-In〉                        |                                              | 러브                 | 1:49      |
| 5. | 〈Our Favorite Recording Sessions〉 | B. 윌슨, 데니스 윌슨, C. 윌슨, 러브, 앨 자딘 | 실제 현장 음성       | 2:00      |
| 6. | 〈Don't Back Down〉                 |                                              | 러브, B. 윌슨        | 1:52      |